# 纳尔巴赫
纳尔巴赫是德国萨尔州的一个市镇。总面积22.43平方公里，总人口9149人，其中男性4446人，女性4703人（2011年12月31日），人口密度408人/平方公里。